# 完颜娄室
完颜娄室（1078年—1131年1月9日），女真名斡里衍，金初名将。1099年，年仅21岁的完颜娄室代父亲完颜白苔担任七水个各部落首领。
1114年，加入完颜阿骨打所领导的抗辽起义。跟随太祖阿骨打攻克宁江州，受命招降照撒等辽籍女真人。在婆刺赶山击败辽兵，擒两将军。攻克咸州，辽籍女真人相继来降。1118年，阿骨打命娄室为万户，守黄龙府。进都统，跟随完颜杲取中京，辽天祚帝自鸳鸯泺西走，娄室等追至白水泺，获其内库宝物。与完颜阇母攻破西京。1125年，败辽军三千人于三山，在余都谷生擒辽朝天祚帝。
1127年，完颜宗翰与完颜宗望会军汴京，娄室率师趋陕津，攻河东郡县。娄室击破蒲州、解州宋军二万，攻克安邑、解州、河中府、绛州、慈州、隰州、石州。完颜娄室攻打陕西，击败宋将范致虚军，攻克同州、华州、京兆府，擒获宋制置使傅亮，攻克凤翔。进克延安府，连下绥德军及静边、怀远等十六城寨与青涧城，守延安。宋朝安抚使折可求以麟、府、丰三州，九堡寨，降于娄室。完颜宗辅以他为右副元帅，总陕西征伐。娄室得病，完颜宗辅与张浚战于富平，完颜宗弼左翼军已经退却，完颜娄室以右翼力战，军势复振，张浚大败。
天會八年十二月丁丑日（1131年1月9日），完颜娄室去世。1135年，赠泰宁军节度使，兼侍中，加太子太师。1141年，赠开府仪同三司，追封莘王。后改赠金源郡王，配享太宗庙廷，谥壮义。

## 家族
- 子：完颜活女。
- 子：完颜谋衍。
- 子：完颜仲，又名石古乃。